# Elm (Cambridgeshire)
Pour les articles homonymes, voir Elm.
Elm est une paroisse civile et un village du Cambridgeshire, en Angleterre.